# Coupe du monde de kin-ball
La première coupe du monde de sport kin-ball a eu lieu en 2001 à Québec.

## Palmarès

### Masculin
| Année | Ville                     | Médaille d'or | Médaille d'argent | Médaille de bronze |  |
| ----- | ------------------------- | ------------- | ----------------- | ------------------ |  |
| 2001  | Québec                    | Canada        | Japon             | Belgique           |  |
| 2002  | Québec                    | Canada        | Japon             | France             |  |
| 2005  | Ans                       | Canada        | Japon             | France             |  |
| 2007  | Bilbao                    | Canada        | Japon             | France             |  |
| 2009  | Trois-Rivières            | Canada        | Belgique          | Japon              |  |
| 2011  | Nantes                    | Canada        | Japon             | France             |  |
| 2013  | Pepinster (Hall du Paire) | Canada        | Japon             | Belgique           |  |

### Féminin
| Année | Ville          | Médaille d'or | Médaille d'argent | Médaille de bronze |  |
| ----- | -------------- | ------------- | ----------------- | ------------------ |  |
| 2001  | Québec         | Canada        | Japon             | Belgique           |  |
| 2002  | Québec         | Canada        | Japon             | France             |  |
| 2005  | Ans            | Canada        | Japon             | France             |  |
| 2007  | Bilbao         | Canada        | Japon             | France             |  |
| 2009  | Trois-Rivières | Canada        | France            | Japon              |  |
| 2011  | Nantes         | Canada        | Japon             | Suisse             |  |
| 2013  | Pepinster      | Canada        | Japon             | Belgique           |  |

### Juniors Masculin
| Année | Ville          | Médaille d'or | Médaille d'argent | Médaille de bronze |
| ----- | -------------- | ------------- | ----------------- | ------------------ |
| 2009  | Trois-Rivières | Bruxelles     | Laval             | Thérèse-Martin     |

### Juniors Féminin
| Année | Ville          | Médaille d'or | Médaille d'argent | Médaille de bronze |
| ----- | -------------- | ------------- | ----------------- | ------------------ |
| 2009  | Trois-Rivières | Aubel         | Bruxelles         | Laval              |

## Médailles par pays

### Masculin
|      | Tableau Masculin |    |        |        |       |
| Pos. | Pays             | Or | Argent | Bronze | Total |
| Pos. | Pays             |    |        |        | Total |
| 1    | Canada           | 7  | 0      | 0      | 7     |
| 2    | Japon            | 0  | 6      | 1      | 7     |
| 3    | France           | 0  | 0      | 4      | 4     |
| 4    | Belgique         | 0  | 1      | 2      | 3     |

### Féminin
|      | Tableau Féminin |    |        |        |       |
| Pos. | Pays            | Or | Argent | Bronze | Total |
| Pos. | Pays            |    |        |        | Total |
| 1    | Canada          | 7  | 0      | 0      | 7     |
| 2    | Japon           | 0  | 6      | 1      | 7     |
| 3    | France          | 0  | 1      | 3      | 4     |
| 4    | Belgique        | 0  | 0      | 2      | 2     |
| 5    | Suisse          | 0  | 0      | 1      | 1     |

### Juniors Masculin
|      | Tableau Masculin |    |        |        |       |
| Pos. | Pays             | Or | Argent | Bronze | Total |
| Pos. | Pays             |    |        |        | Total |
| 1    | Bruxelles        | 1  | 0      | 0      | 1     |
| 2    | Laval            | 0  | 1      | 0      | 1     |
| 3    | Thérèse-Martin   | 0  | 0      | 1      | 1     |

### Juniors Féminin
|      | Tableau Féminin |    |        |        |       |
| Pos. | Pays            | Or | Argent | Bronze | Total |
| Pos. | Pays            |    |        |        | Total |
| 1    | Aubel           | 1  | 0      | 0      | 1     |
| 2    | Bruxelles       | 0  | 1      | 0      | 1     |
| 3    | Laval           | 0  | 0      | 1      | 1     |